# Zemský okres Freudenstadt
Zemský okres Freudenstadt (německy Landkreis Freudenstadt) je zemský okres v německé spolkové zemi Bádensko-Württembersko, ve vládním obvodu Karlsruhe. Sídlem správy zemského okresu je město Freudenstadt. Má přibližně 118 tisíc obyvatel. 

## Města a obce
| Města: 1. Alpirsbach 2. Dornstetten 3. Freudenstadt 4. Horb am Neckar | Obce: 1. Bad Rippoldsau-Schapbach 2. Baiersbronn 3. Empfingen 4. Eutingen im Gäu 5. Glatten 6. Grömbach 7. Loßburg 8. Pfalzgrafenweiler 9. Schopfloch 10. Seewald 11. Waldachtal 12. Wörnersberg |